# Джовани Паоло Панини
Вижте пояснителната страница за други личности с името Джовани.
Джовани Паоло Панини (на италиански: Giovanni Paolo Pannini; Panini o I' Pannini) е италиански художник и архитект. Известен е със своите пейзажи (veduta).

## Биография
Роден е на 17 юни 1691 година в Пиаченца, Италия. Първоначално учи в родния си град за театрален сценарист. През 1711 г. той отива в Рим и учи рисуване при Бенедето Лути.
Панини става в Рим дворцов декоратор, на Villa Patrizi (1718 – 1725) на Seminario Romano (1722) за кардинал Спинола и на Palazzo de Carolis (1720). Той рисува портрети, римски тържества и площади. През 1718 г. става член на Папската академия на изкуството и литературата (Congregazione dei Virtuosi al Pantheon). Той е член и преподавател в Accademia di San Luca.
Неговият син Джузепе е архитект, а другият му син Франческо е художник и го последва.
Умира на 21 октомври 1765 година в Рим на 74-годишна възраст.